# 미캉
미캉(みかん 귤[*])은 2007년 11월 21일에 발매된 모닝구무스메의 서른다섯 번째 싱글이다.

## 개요
- 초회한정반 A, B 및 통상반으로 발매. 초회한정반 A의 DVD에는 "미캉 (Close-up Ver.)"이 수록되었으며, 초회한정반 B는 북클릿 + 스페셜 패키지 사양이다. 또한 초회한정반 A, B, 통상반에는 포토 카드 9종 + 랜덤 1종이 봉입되었다.

- 겨울에 으레 하게 되는 “고타쓰에서 귤을 먹으며 텔레비전을 본다.”의 3요소 중 고타쓰와 텔레비전은 만들어지는 것이지만, 귤은 스스로 자란다는 의미로 지은 제목이다.[1]

## 수록곡
1. みかん
작사, 작곡 : 층쿠 / 편곡 : 스즈키Daichi히데유키
2. ボン キュッ! ボン キュッ! BOMB GIRL
작사, 작곡 : 층쿠 / 편곡 : 스즈키 슌스케
3. みかん (Instrumental)

## 참여 뮤지션
※괄호는 트랙 번호
- 스즈키Daichi히데유키 - 프로그래밍, 기타 (1)
- 가메다 고지 - 기타 (1)
- 다카하시 아이 - 코러스 (1, 2)
- 니이가키 리사 - 코러스 (1)
- 스즈키 슌스케 - 프로그래밍, 기타 (2)
- 사노 야스오 - 드럼 (2)
- 마후네 가쓰히로 - 베이스 기타 (2)
- 가케가미 요시나리 - 테너 색소폰, 바리톤 색소폰 (2)

## 차트
- 주간최고순위 6위 (오리콘 차트)